# جیرولامو جوویناتسو

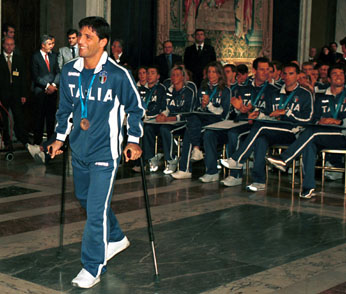
جیرولامو جیووینازو در سال ۲۰۰۰

جیرولامو جیووینازو متولد دهم سپتامبر ۱۹۶۸ میلادی دارنده مدال‌های نقره در المپیک آتلانتا و برنز المپیک سیدنی می‌باشد
جودوکار ایتالیایی که سابقه سرمربیگری تیم ملی جودو جمهوری اسلامی ایران را در کارنامه حرفه‌ای خود دارد، در ورزش کشور بیشتر با نام اختصاری «جیرو» شناخته می‌شود .

## المپیک ۲۰۰۰ سیدنی
آخرین حضور جیرولامو در عرصه بازیکنی مقارن با المپیک سیدنی می‌شود وی در دیدار رده‌بندی موفق به شکست آرش میراسماعیلی می‌شود .

## مربیگری
جیرو بعد از کسب مدال برنز بازی‌های المپیک دنیای قهرمانی را کنار می‌گذارد و وارد عرصه مربیگری می‌شود، وی مدتی را نیز سرمربی تیم ملی جودو جمهوری اسلامی ایران بود